# Apple River
Apple River is een plaats (village) in de Amerikaanse staat Illinois, en valt bestuurlijk gezien onder Jo Daviess County.

## Demografie
Bij de volkstelling in 2000 werd het aantal inwoners vastgesteld op 379.
In 2006 is het aantal inwoners door het United States Census Bureau geschat op 370, een daling van 9 (-2,4%).

## Geografie
Volgens het United States Census Bureau beslaat de plaats een oppervlakte van
2,0 km², geheel bestaande uit land.

## Plaatsen in de nabije omgeving
De onderstaande figuur toont nabijgelegen plaatsen in een straal van 20 km rond Apple River.